# لنت ترمز

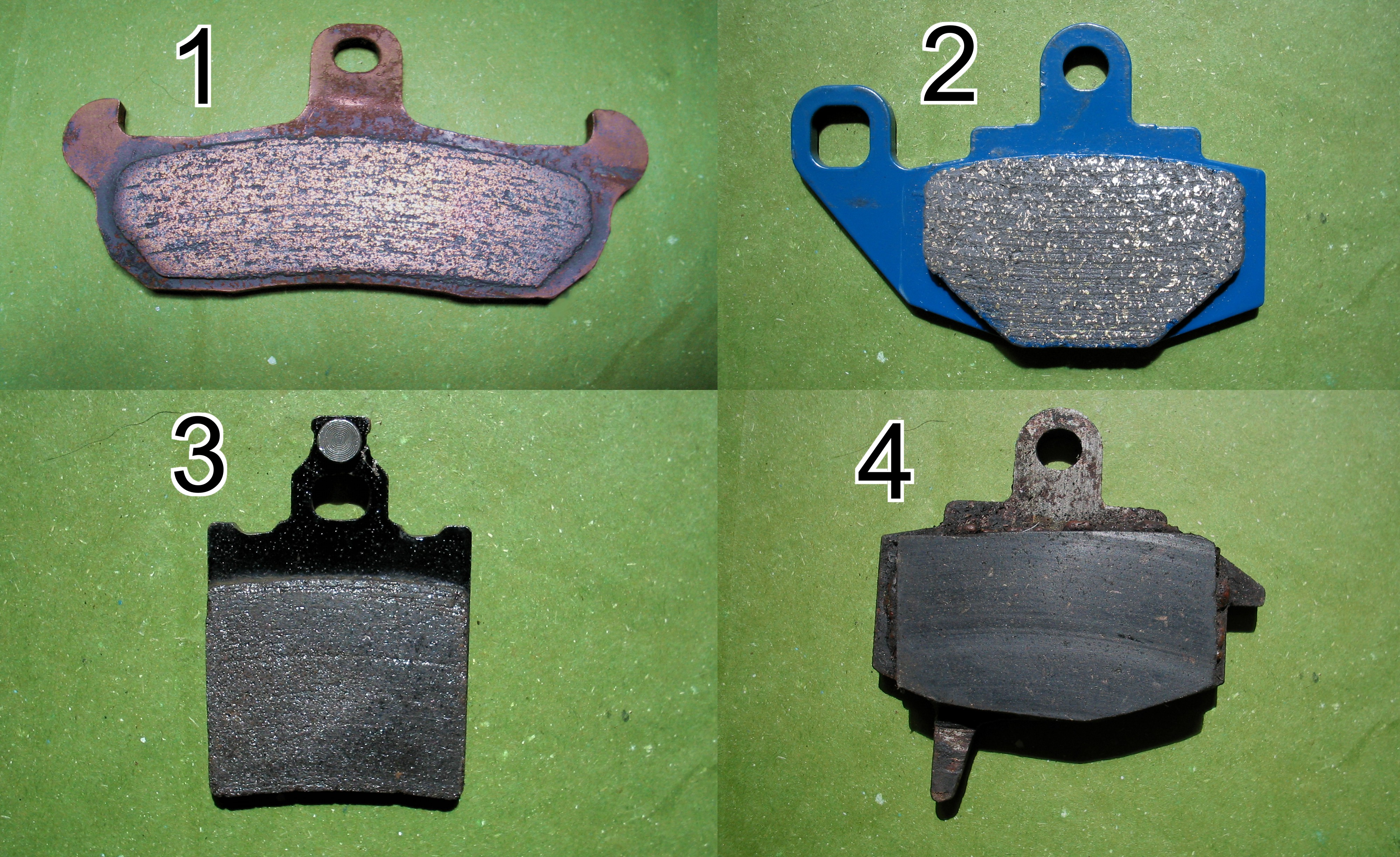
لنت ترمز

لنت ترمز بخشی از سامانهٔ ترمز دیسکی است که در خودروها و برخی صنایع دیگر کاربرد دارند. لنت‌های ترمز از صفحه‌های فولادی در پشت و مواد اصطکاکی متصل‌شده به سطح صفحهٔ فلزی، که در مقابل دیسک چرخندهٔ ترمز قرار می‌گیرد، تشکیل شده‌اند.

## عملکرد
لنت‌های ترمز، انرژی جنبشی حاصل از حرکت وسیلهٔ نقلیه را به‌واسطهٔ اصطکاک به انرژی گرمایی تبدیل می‌کنند. در سامانه‌های ترمز دیسکی، در هر چرخ دو لنت ترمز تعبیه می‌شود که هردو رو به دیسک‌های ترمز قرار می‌گیرند.

## تاریخچه
مفهوم کلی لنت‌های ترمز یا ترمزهای دیسکی، به‌عنوان جایگزینی برای ترمزهای کاسه‌ای، دست کم از سال ۱۹۰۲ و از زمان ثبت اختراعی از سوی فردریک لنکستر در همان سال، مطرح شده‌بود. با این حال، با توجه به هزینهٔ بالا و کمبودهای این نوع ترمزها نسبت به ترمزهای کاسه‌ای، این سامانه‌ها تا پیش از پایان جنگ جهانی دوم مورد استفادهٔ گسترده قرار نگرفتند. با بهبود فناوری ترمزهای دیسکی، عملکرد این نوع ترمز به‌سرعت از ترمزهای کاسه‌ای پیشی گرفت. تفاوت عملکرد این دو نوع از ترمز، بیش از هر زمان دیگری در سال ۱۹۵۳ و با کسب جایزه بزرگ مسابقات ۲۴ ساعته لمانز در مسابقهٔ استقامت توسط یک خودروی جگوار مجهز به لنت‌های ترمز به‌طور قابل توجهی تجلی یافت. موفقیت این خودروی جگوار عموماً به ترمزهای دیسکی آن نسبت داده‌شد که امکان ورود سریع‌تر راننده به پیچ‌ها و تأخیر بیشتر در زمان ترمزگیری نسبت به سایر رقبا را برای رانندگان فراهم کرده‌بود و در نهایت به پیروزی آن‌ها انجامید. تا پیش از سال ۱۹۶۳، بخش عمدهٔ خودروهای مجهز به ترمزهای دیسکی ساخت اروپا بودند و خودروهای آمریکایی در اواخر دههٔ ۱۹۶۰ و پس از اختراع کالیپرهای ثابت، که نصب این سامانه را ارزان‌تر و جمع و جورتر ساخته‌بودند، به استفاده از این نوع ترمزها روی آوردند.

## مواد مورد استفاده
مهم‌ترین خصوصیاتی که در زمان انتخاب موارد برای ساخت لنت‌های ترمز مد نظر قرار می‌گیرند، به شرح زیر است:
- قابلیت ماده برای مقاومت در برابر محو شدن عملکرد ترمز، که به‌دلیل افزایش دمای ماده بر اثر تبدیل انرژی جنبشی به انرژی گرمایی رخ می‌دهد.[۵][۶]
- تأثیرات رطوبت بر محو شدن عملکرد ترمز. تمامی سامانه‌های ترمز به‌گونه‌ای طراحی می‌شوند که دست کم به‌طور موقت در برابر آب از خود مقاومت نشان دهند.[۵][۶]
- قابلیت بازیابی سریع از افزایش دما یا رطوبت، و ارائهٔ سطوح اصطکاک تقریباً یکسان در هر نقطه‌ای از فرایند خشک‌شدن یا خنک‌شدن.[۵][۶]
- ضریب اصطکاک لنت‌های ترمز امروزی باید به‌اندازه‌ای پایین باشد که از قفل‌شدن چرخ‌ها جلوگیری کند و در عین حال باید به اندازه‌ای بالا باشد که نیروی متوقف‌سازی کافی را فراهم کند. ضریب‌های اصطکاک برای مواد تشکیل‌دهندهٔ لنت‌های ترمز معمولاً میان ۰٫۳ تا ۰٫۵ است.[۶]
- قابلیت مقاومت در برابر خوردگی بر اثر اصطکاک، اما نه به‌حدی که به‌بهای حفظ عمر لنت‌ها، منجر به خوردگی سریع‌تر دیسک‌های ترمز شود.[۵][۶]
- قابلیت مادهٔ تشکیل‌دهندهٔ لنت برای تماس یک‌نواخت و متعادل با سطح دیسک یا کاسه. برخی مواد مورد استفاده پس از مدتی قطعه‌قطعه می‌شوند یا باعث تشکیل حفره، فرورفتگی یا وارد آمدن صدمه‌های دیگر بر سطح مورد تماس خود می‌شوند.[۵][۶]
- قابلیت ایجاد نیروی اصطکاک مناسب همزمان با عملکرد خوب و بی‌صدا.[۶]

مؤلفهٔ دیگری که برای انتخاب مادهٔ تشکیل‌دهندهٔ لنت مد نظر است، میزان تراکم‌پذیری آن است؛ اگر این مواد بیش از اندازه تراکم‌پذیر باشند، مسافت توقف خودرو بیش از اندازه زیاد خواهد بود. مواد سازندهٔ لنت‌های ترمز همچنین باید منفذدار و نفوذپذیر نیز باشند تا آب نتواند بر روی ضریب اصطکاک آن‌ها تأثیر بگذارد.
پس از جنگ جهانی اول و با افزایش سرعت حرکت خودروها، پنبه نسوز یا آزبست به‌عنوان ماده‌ای معمول در ساخت لنت‌های ترمز مورد استفاده قرار گرفت؛ چرا که تحقیقات نشان داده‌بود که خواص این ماده، امکان دفع حرارت (که می‌توانست به ۲۶۰ درجه سلسیوس (۵۰۰ درجه فارنهایت) نیز برسد) را همزمان با ارائهٔ اصطکاک لازم جهت متوقف‌کردن یک وسیلهٔ نقلیه، فراهم کند. با این حال، با آشکار شدن تدریجی خطراتی که پنبه نسوز متوجه سلامتی انسان می‌کرد، لازم بود که ماده‌ای دیگر برای ساخت لنت‌های ترمز پیدا شود. در کشورهای جهان اول، مواد ارگانیک غیرآزبستی (NAO) به‌طور گسترده‌ای جایگزین پنبهٔ نسوز در ساخت لنت‌های ترمز شدند. امروزه مواد مورد استفاده در ساخت لنت ترمز در یکی از چهار ردهٔ اصلی زیر طبقه‌بندی می‌شوند:
- مواد غیرفلزی – این مواد از ترکیبی از مواد مصنوعی تنیده‌شده در کامپوزیت، و اصولاً در قالب سلولز، آرامید، پلی‌اکریلونیتریل و شیشهٔ نفوذپذیر ساخته می‌شوند. این مواد به دیسک‌ها آسیب کمی می‌رسانند، اما مقدار زیادی گرده تولید می‌کنند و در نتیجه از عمر کوتاهی برخوردار هستند.
- مواد نیمه‌فلزی – مواد مصنوعی ترکیب‌شده با مقادیر متفاوتی از براده‌های فلزات. این مواد نسبت به لنت‌های غیرفلزی از سختی بیشتر، مقاومت بیشتر در برابر محو شدن ترمز و عمر بیشتر برخوردار هستند؛ اما صدمهٔ بیشتر به دیسک یا کاسهٔ ترمز وارد می‌کنند و در نتیجه دیسک‌ها/کاسه‌های ترمز زودتر نیاز به تعویض پیدا می‌کنند. علاوه بر این، این مواد برای ایجاد گشتاور ترمز، نسبت به لنت‌های غیرفلزی نیازمند نیروی تحریک‌کنندهٔ بیشتری هستند.
- مواد کاملاً فلزی – این لنت‌ها فقط در خودروهای مسابقه‌ای به‌کار می‌روند و از فولاد منفذدار بدون هیچ‌گونه افزودنی مصنوعی دیگر ساخته شده‌اند. این نوع لنت‌ها از عمر بسیار بالایی برخوردارند، اما در کنار این که نیروی زیادی را برای کاهش سرعت خودرو طلب می‌کنند، باعث خوردگی سریع‌تر دیسک‌های ترمز نیز می‌شوند. علاوه بر این، صدای تولیدی این نوع لنت‌ها نیز بسیار زیاد است.
- مواد سرامیکی – این مواد که از خاک رس و چینی ترکیب‌شده با براده‌ها و رشته‌های مس ساخته می‌شوند، دارای میزان متعادلی از دوام لنت‌های فلزی و چسبندگی و مقاومت لنت‌های ساخته‌شده از مواد مصنوعی در برابر محو شدن هستند. با این حال، کاستی اصلی این نوع لنت‌ها این است که برخلاف سه نوع دیگر و با وجود استفاده از فلز مس (که دارای رسانایی گرمایی بالایی است)، لنت‌های سرامیکی عموماً در پراکنده‌کردن گرما خوب عمل نمی‌کنند و این موضوع در نهایت می‌تواند موجب تاب‌برداشتن لنت‌ها یا سایر قطعات سامانهٔ ترمز شود.[۵] با این حال، به این دلیل که مواد سرامیکی باعث کاهش صدای ترمز و رساندن آن به حدی کمتر از توانایی شنوایی انسان می‌شوند، به‌طور استثنائی بی‌صدا محسوب می‌شوند.[۱۰]

در ساخت لنت‌های ترمز، رزین فنول فرمالدهید غالباً به‌عنوان پیونده استفاده می‌شود. گرافیت می‌تواند علاوه بر مادهٔ پیوند دهنده، نقش مادهٔ اصطکاکی را نیز ایفا کند. مادهٔ دیگری که معمولاً به‌عنوان مادهٔ اصطکاکی استفاده می‌شود، زیرکونیم سیلیکات است. یک تولیدکنندهٔ لنت ایتالیایی تحقیقاتی را انجام داده‌است که طبق آن می‌توان از سیمان به‌عنوان یک مادهٔ پیونده ارزان و با مصرف انرژی کمتر استفاده کرد. در جدول زیر نمایانگر خلاصه‌ای از مواد تشکیل‌دهندهٔ یک لنت ترمز معمولی است:
| ماده               | ٪ بر پایه وزن |
| گل سفید (گچ فرنگی) | ۳۱٫۶          |
| پودر برنز          | ۱۵            |
| گرافیت             | ۱۰            |
| ورمیکولیت          | ۱۶            |
| رزین فنولی         | ۱۶            |
| الیاف فولاد        | ۶             |
| ذرات لاستیکی       | ۵             |
| «گردهٔ اصطکاک»      | ۵             |
| خاک                | ۳             |
| الیاف آرامید       | ۲             |

مؤلفه‌های زیست‌محیطی مختلفی بر انتخاب مواد مورد استفاده در ساخت لنت‌های ترمز حاکم هستند. برای مثال، لایحهٔ SSB 6557 که در سال ۲۰۱۰ در ایالت واشینگتن ایالات متحده به تصویب رسید، میزان مجاز استفاده از مس در مواد اصطکاکی را محدود می‌کند تا رفته‌رفته به میزان ناچیزی از کاربرد این ماده منجر شود؛ زیرا سطوح زیاد استفاده از مس، تأثیرات منفی و زیان‌باری بر حیات آبزیان دارد. ترکیبات مختلفی از مواد برای جایگزینی مس در لنت‌های ترمز توسعه یافته‌اند، اما هنوز جایگزین مستقیمی برای آن موجود نیست.

## نگهداری و رفع اشکال
لنت‌های ترمز باید هر ۸٬۰۰۰ کیلومتر (۵٬۰۰۰ مایل) از لحاظ خوردگی بیش از اندازه یا نامسطح بررسی شوند. اگرچه خوردگی لنت‌های ترمز در وسایل نقلیه، برای هر خودرو متفاوت است، اما توصیه شده‌است که با پیمایش هر ۸۰٬۰۰۰ کیلومتر (۵۰٬۰۰۰ مایل)، لنت‌های ترمز تعویض شوند.
عملکرد بد لنت‌های ترمز می‌تواند تأثیرات زیادی در عملکرد کلی وسیلهٔ نقلیه داشته‌باشد. در جدول زیر برخی مشکلات معمول که ناشی از بد عمل‌کردن لنت‌های ترمز هستند، شرح داده شده‌اند:
| مشکل                                                                    | دلیل محتمل |
| ----------------------------------------------------------------------- | --- |
| ترمزگیری نیازمند وارد کردن میزانی غیرطبیعی از نیرو بر روی پدال ترمز است | لنت‌های ترمز خورده‌شده، روغن ترمز آلوده، کالیپرهای ترمز معیوب، سیلندر اصلی معیوب، از دست رفتن خلأ، پایین‌بودن سطح روغن ترمز                                                                                                  |
| در زمان ترمزگیری، خودرو به یک سمت منحرف می‌شود                           | کالیپر ترمز معیوب، محدودیت در سامانهٔ هیدرولیک، آستر روی لنت ترمز که به روغن ترمز آلوده شده‌است، لنت‌های ترمز به‌طور یک‌دست تعویض نشده‌اند، لنت‌های ترمز به‌خوبی جا زده نشده‌اند                                                   |
| عملکرد ضعیف ترمز                                                        | آب، روغن یا روغن ترمز به آستر لنت‌ها نفوذ کرده‌است، دمای بیش از حد آستر روی لنت‌ها، لنت‌های ترمز خورده‌شده، سیلندر اصلی معیوب، نشتی روغن ترمز، وجود هوا در روغن ترمز، عدم تنظیم درست کفشک‌های ترمز، روغن ترمز در حال جوشیدن است |
| ترمزگیری حساس                                                           | آستر اشتباه لنت‌های ترمز؛ چرب‌شدن آستر لنت‌ها، سوپاپ‌های تناسب معیوب، تنظیم اشتباه میله‌فشار سیلندر اصلی |
| ترمزگیری پرسروصدا (صدای سایده‌شدن یا جیغ‌کشیدن در زمان ترمزگیری)          | لنت‌های ترمز به‌شدت خورده‌شده، نصب نادرست لنت(های) ترمز، درزگیر معیوب یا ناموجود لنت ترمز، صدای مشخص‌کنندهٔ زمان تعویض لنت |
| لرزش در زمان ترمزگیری                                                   | دیسک یا لنت آلوده، تاب‌برداشتن دیسک ترمز، کاسه ترمز خارج شده از حالت دایره‌ای، فعال‌شدن سامانهٔ ترمز ضدقفل (ABS) |